# 3I/ATLAS
3I/ATLAS или C/2025 N1 (ATLAS) (предварительное обозначение A11pl3Z) — межзвёздный объект с кометными свойствами, который 29 октября 2025 года сблизится с Солнцем до расстояния 1,36 а.е. Объект обладает самым большим эксцентриситетом из всех открытых межзвёздных объектов (6,15 ± 0,17 против 1,2 и 3 у Оумуамуа и у кометы Борисова соответственно). Максимальное сближение с Землёй ожидается 19 декабря 2025 года, расстояние до неё составит 1,8 ± 0,1 а.е.

## Открытие
3I/ATLAS впервые обнаружен в ходе обзора неба ATLAS 1 июля 2025 года. Он двигался по небу вдоль границы созвездий Змеи и Стрельца, вблизи галактической плоскости. Обсерватории и любители астрономии сразу начали искать этот объект на более ранних снимках, чтобы увеличить дугу наблюдений 3I/ATLAS для уточнения его траектории. Объект удалось найти на снимках от 25 и 29 июня 2025 года. Прогнозируется, что 3 октября 2025 года комета 3I/ATLAS пролетит мимо Марса на расстоянии 0,19 а.е. (28 млн км) и (без учёта кометных свойств) достигнет на небе Красной планеты 11-й звёздной величины, что сделает её едва видимой для аппарата Mars Reconnaissance Orbiter (MRO).

### Наблюдения
Дуга наблюдений 3I/ATLAS на момент 2 июля 2025 года составляет 439,11 часов, а количество наблюдений достигло 110. Судя по траектории межзвёздного объекта, он пролетит с другой стороны Солнца, что затруднит наблюдения во время максимального сближения с Землёй и в близкие дни. Скорость объекта на небе велика, что свойственно межзвёздным объектам: 3I/ATLAS перемещается по небесной сфере со скоростью в 1,2 угловые секунды в минуту.
3I/ATLAS нашли на снимках, сделанных цифровой камерой Legacy Survey of Space and Time (LSST), установленной в обсерватории Веры Рубин в Чили, за 10 дней до официального открытия. Эти наблюдения позволили определить диаметр ядра кометы — 11,2±0,7 км.

### Открытие кометных свойств
Наблюдения 2 июля 2025 года с помощью Deep Random Survey (X09) в Чили, Lowell Discovery Telescope (G37) в Аризоне и телескопа «Канада-Франция-Гавайи» (T14) в Мауна-Кеа показали кому и короткий хвост в 3 угловых секунды, что указывает на то, что объект является кометой. 2 июля 2025 года в 21:31 UT МАС объявил об открытии 3I/ATLAS и присвоил астероиду обозначение межзвёздного объекта «3I» (третий межзвёздный объект после Оумуамуа и кометы Борисова). МАС также присвоил 3I/ATLAS обозначение непериодической кометы — C/2025 N1 (ATLAS).
Возраст межзвёздной кометы 3I/ATLAS может составлять более семи миллиардов лет.

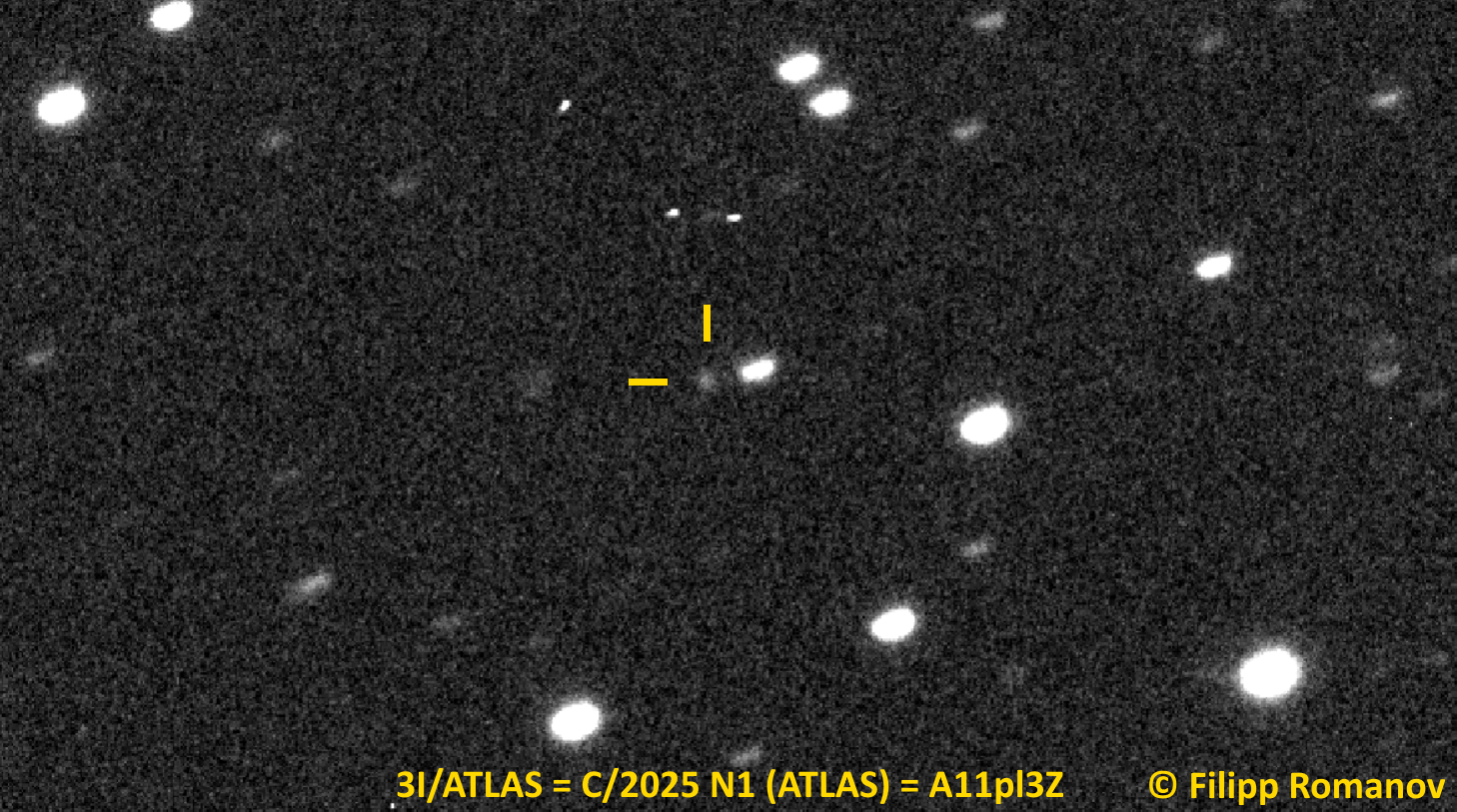
Межзвёздная комета 3I/ATLAS = C/2025 N1 (ATLAS) = A11pl3Z, сфотографированная 2 июля 2025 г. на удалённо управляемом телескопе в Чили

## Гипотеза об искусственном происхождении
16 июля 2025 года астрофизик Ави Лоуб из Гарвардского университета и другие исследователи опубликовали статью на arXiv, в которой предполагается, что 3I/ATLAS может быть внеземным космическим аппаратом, поскольку они полагают, что объект обладает «аномальными» характеристиками.
Основные аргументы Лоуба в пользу искусственной природы:
- орбита объекта совпадает с плоскостью земной орбиты с точностью до 5 градусов. Вероятность, что это случайность, оценивают в 0,2 %[15][16][17];
- движется по ретроградной траектории и обладает аномально высокой яркостью, что указывает на диаметр около 20 километров — больший, чем у типичной межзвездной кометы[16][17];
- положение объекта при перигелии позволяет ему выполнить манёвр Оберта — космический приём для торможения и выхода на орбиту, что предполагает наличие управления движением[18].

Ученый связывает эти особенности с гипотезой темного леса из научной фантастики, согласно которой разумные цивилизации скрывают своё присутствие, опасаясь уничтожения, и могут запускать скрытные зонды для разведки.
Другие астрономы, в том числе Крис Линтотт из Оксфордского университета, сразу же раскритиковали предположение Лоуба; на сайте научных новостей — Live Science, сообщается, что «подавляющее большинство считает, что это комета», при этом многие исследователи «разочарованы новой статьей и отмечают, что она отвлекает от работы других ученых». Дэррил Селигман, возглавлявший первое исследование 3I/ATLAS, заявил, что «было проведено множество телескопических наблюдений 3I/ATLAS, демонстрирующих, что она имеет классические признаки кометной активности». Астроном Владимир Сурдин напомнил про то, что Лоуб не первый раз высказывает смелые гипотезы об искусственном происхождении межзвёздных объектов, потому к его заявлениям следует относиться с большой осторожностью. Сходного мнения придерживается Евгений Бурмистров, эксперт в области астрономии Пермского Политеха - он отмечает, что пока нет никаких доказательств гипотез Лоуба . Подвергаются критике и слова Лоуба о сближении кометы с Землёй - комета никогда не окажется вблизи нашей планеты , а пройдёт лишь рядом с Марсом